# 神奈川県立相模原青陵高等学校
神奈川県立相模原青陵高等学校（かながわけんりつ さがみはらせいりょうこうとうがっこう）は、かつて神奈川県相模原市南区に所在した県立高等学校。

## 設置学科
- 単位制 普通科

## 概要
百校計画により設立された神奈川県立新磯高等学校、神奈川県立相武台高等学校、この両校を廃校。県立高校改革推進計画実施につき統合再編され、単位制高等学校として2010年4月に開校した。
旧相武台高等学校の校地、設備等をそのまま継続使用していた。1学年は8学級規模。
県立高校改革推進計画後期改革計画実施につき、2017年度に最後の新入生を迎え、2020年3月に最後の卒業生を送り出して廃校。
神奈川県立弥栄高等学校と統合し、2020年4月より神奈川県立相模原弥栄高等学校となった。

## 沿革
- 2009年(平成21年)10月 - 設立認可
- 2010年(平成22年)4月 - 開校
- 2018年(平成30年) - 県立高校改革推進計画後期改革計画実施につき、本年度以降の生徒募集を停止。在校生は、2018年度は2年・3年次生、2019年度は3年次生のみとなった。
- 2020年(令和2年)3月 - 最後の卒業生を送り出し廃校。
- 2020年4月 - 神奈川県立弥栄高等学校と統合して神奈川県立相模原弥栄高等学校となる(校舎は弥栄高等学校を利用)。

## 交通
- 小田急線相武台前駅 徒歩25分またはバス「グリーンパーク」行きで終点下車 徒歩10分
- 小田急線小田急相模原駅よりバス「グリーンパーク」行きで「相模原青陵高校前」下車 徒歩4分
- JR横浜線相模原駅南口よりバス「相武台前」行きで「若草公園前」下車 徒歩10分

## 著名な卒業生
- 井上浩樹 - プロボクサー
- 井上尚弥 - プロボクサー（旧新磯高校）
- 菊地原毅 - プロ野球選手（旧相武台高校）
- キンモクセイ - バンド（伊藤俊吾、白井雄介は旧相武台高校、後藤秀人は旧新磯高校）
- 小山慶一郎 - アイドル（旧相武台高校）